# Igreja de São João (Artsaque)
A Igreja de São João (em armênio/arménio:  Սուրբ Հովհաննես եկեղեցի, transl. Surb Hovhannes yekeghets’i) é um templo da Igreja Apostólica Armênia do séc. XVII (de acordo com outras fontes, séc. XIII, séc. XVIII ), na vila de Togh, província de Hadrut da República de Artsaque, atualmente ocupada pelo Azerbaijão.

## História
A data de construção da igreja é desconhecida. Uma das inscrições murais diz que, por ordem do católico Pedro da Albânia, a igreja foi restaurada em 1736, realizada pelo arcebispo Gucas e Melique Egã.[carece de fontes?]
Segundo o historiador bispo Macário Barkhudaryan, a igreja foi construída no século XIII. Como vários outros edifícios religiosos na Armênia, foi construído no local de um antigo templo pagão. Isto é evidenciado pelos restos da antiga estrutura, em particular a base maciça de uma espessa coluna visível em frente ao corredor, logo acima do nível do chão.
Desde março de 2017, funcionários da instituição estatal “Serviço Estatal para a Proteção do Ambiente Histórico” do Ministério da Economia de Artsaque realizam trabalhos de limpeza e arqueológicos no território do Palácio Melique, na aldeia de Togh, numa necrópole medieval, que se situa a norte da Igreja de São João.
Durante a época soviética, a igreja serviu como Casa de Cultura local. Em 2018-2019, foi realizada a restauração da igreja.

## Galeria

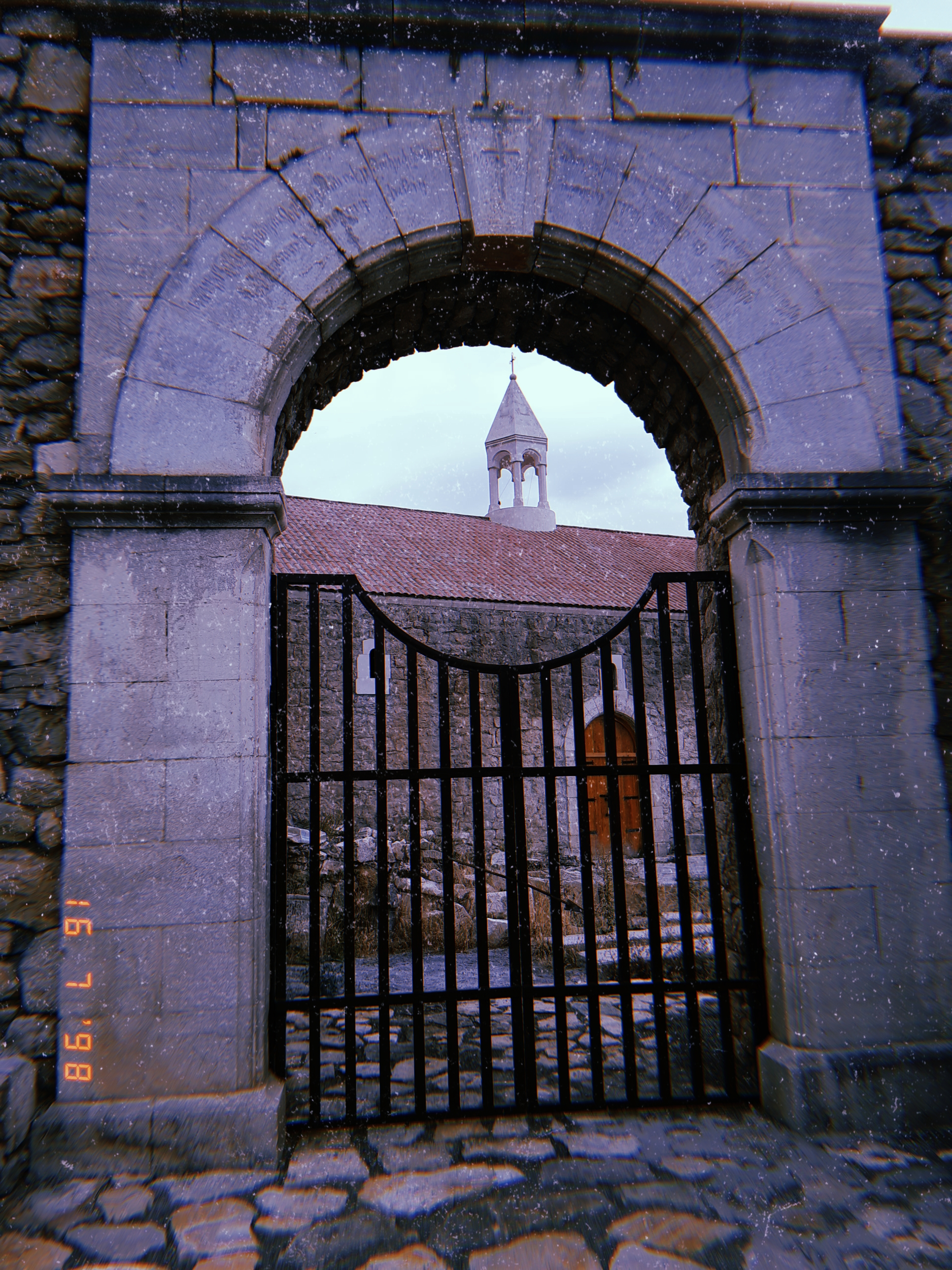
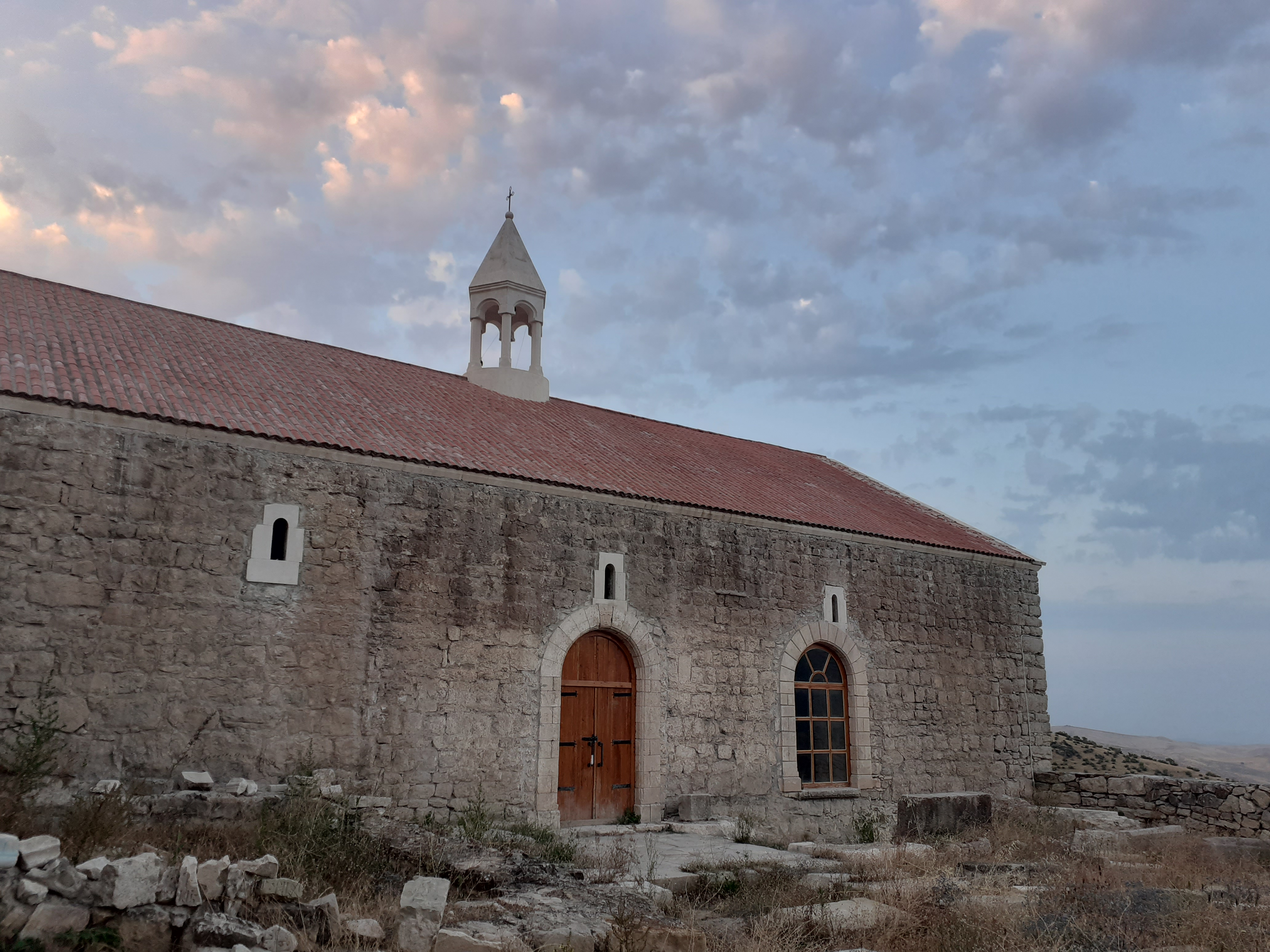
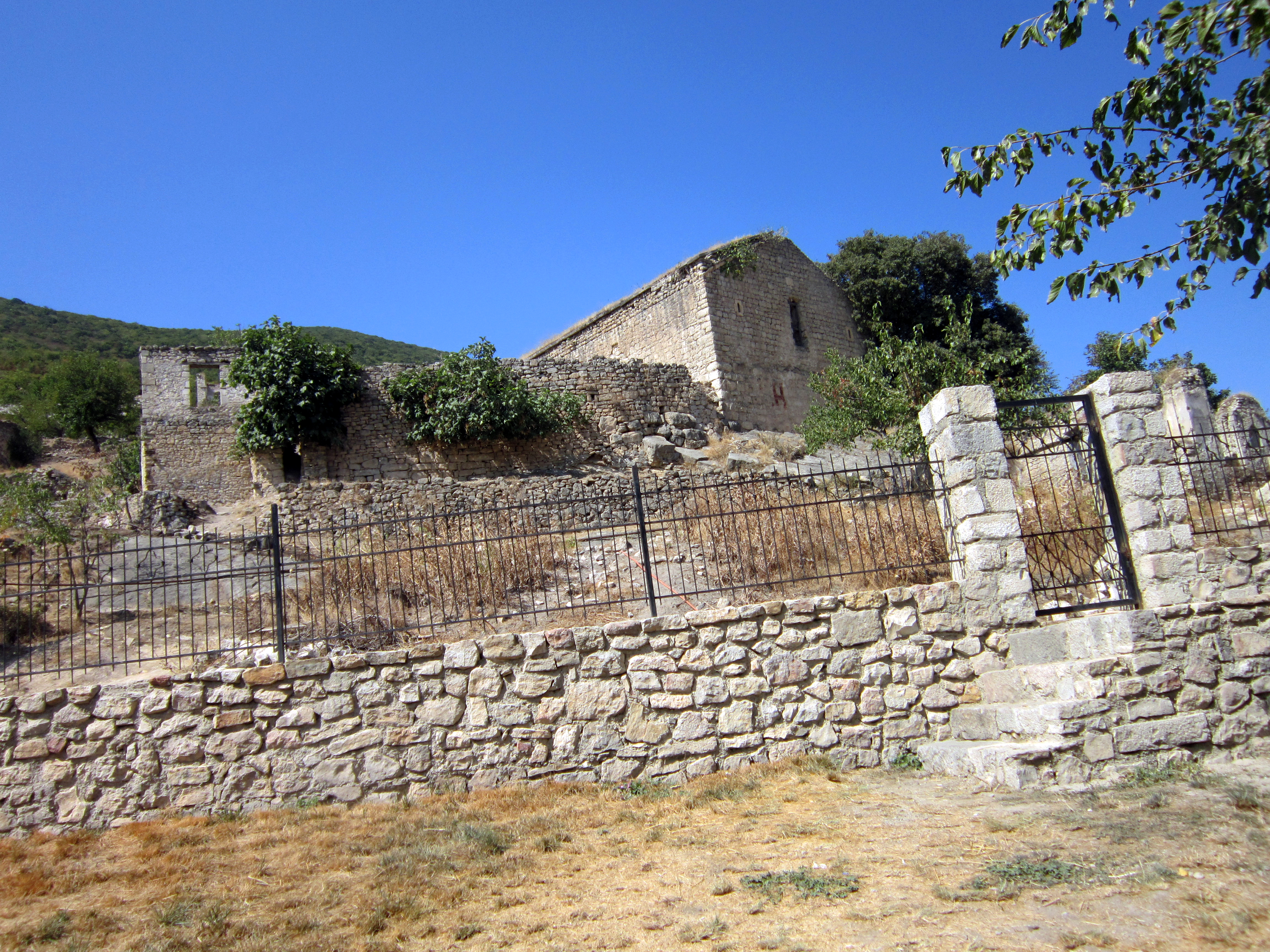
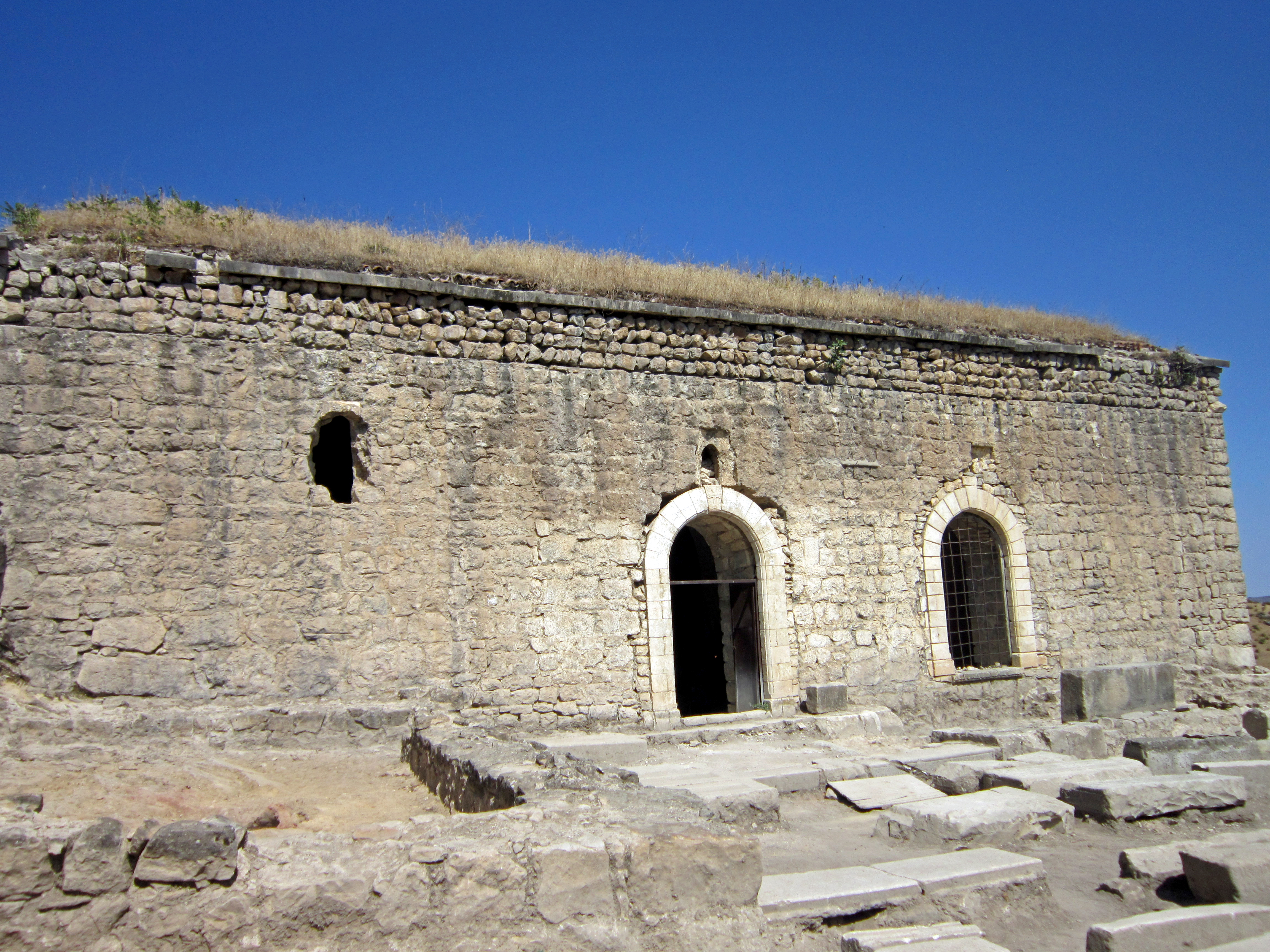
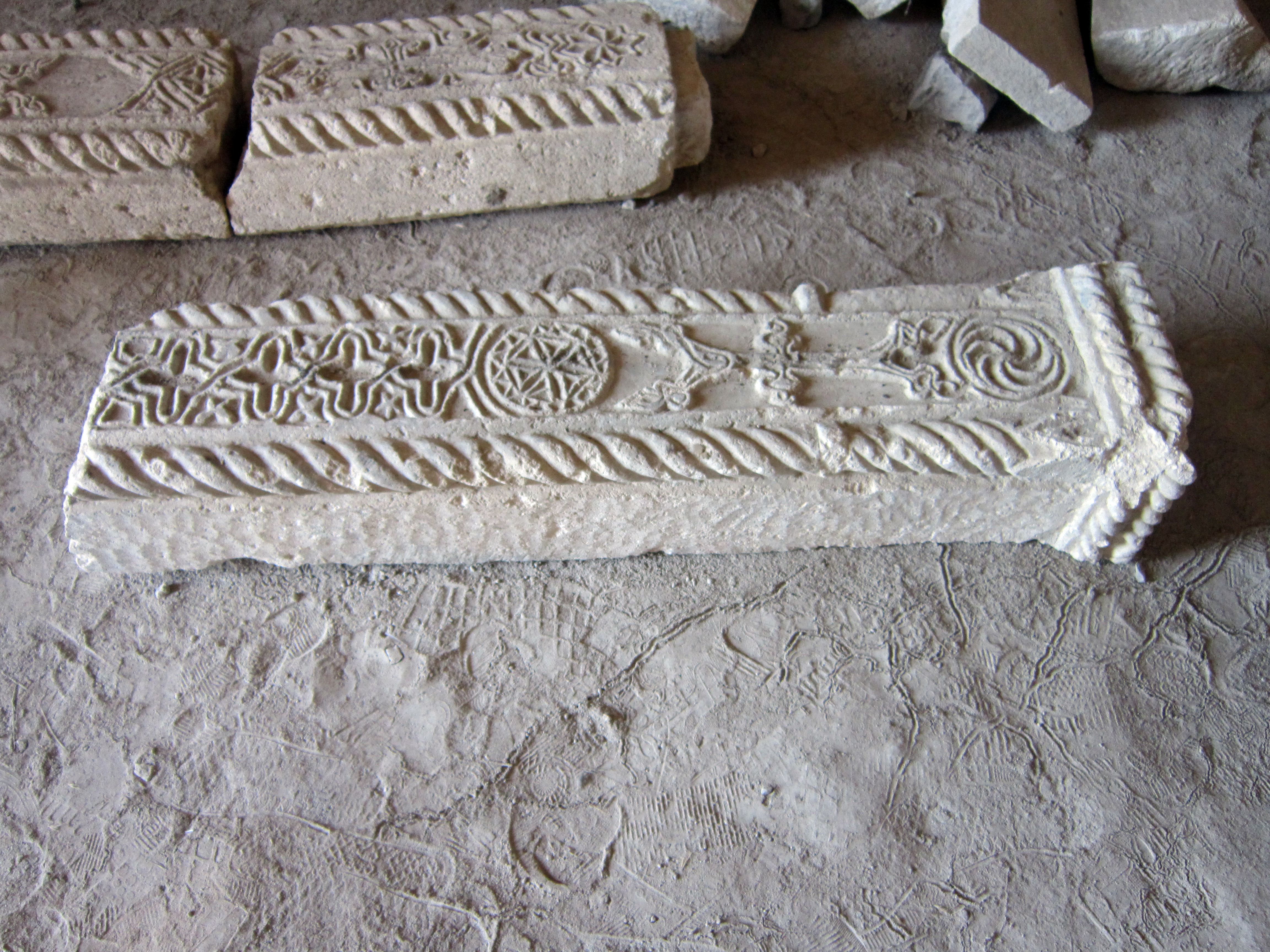
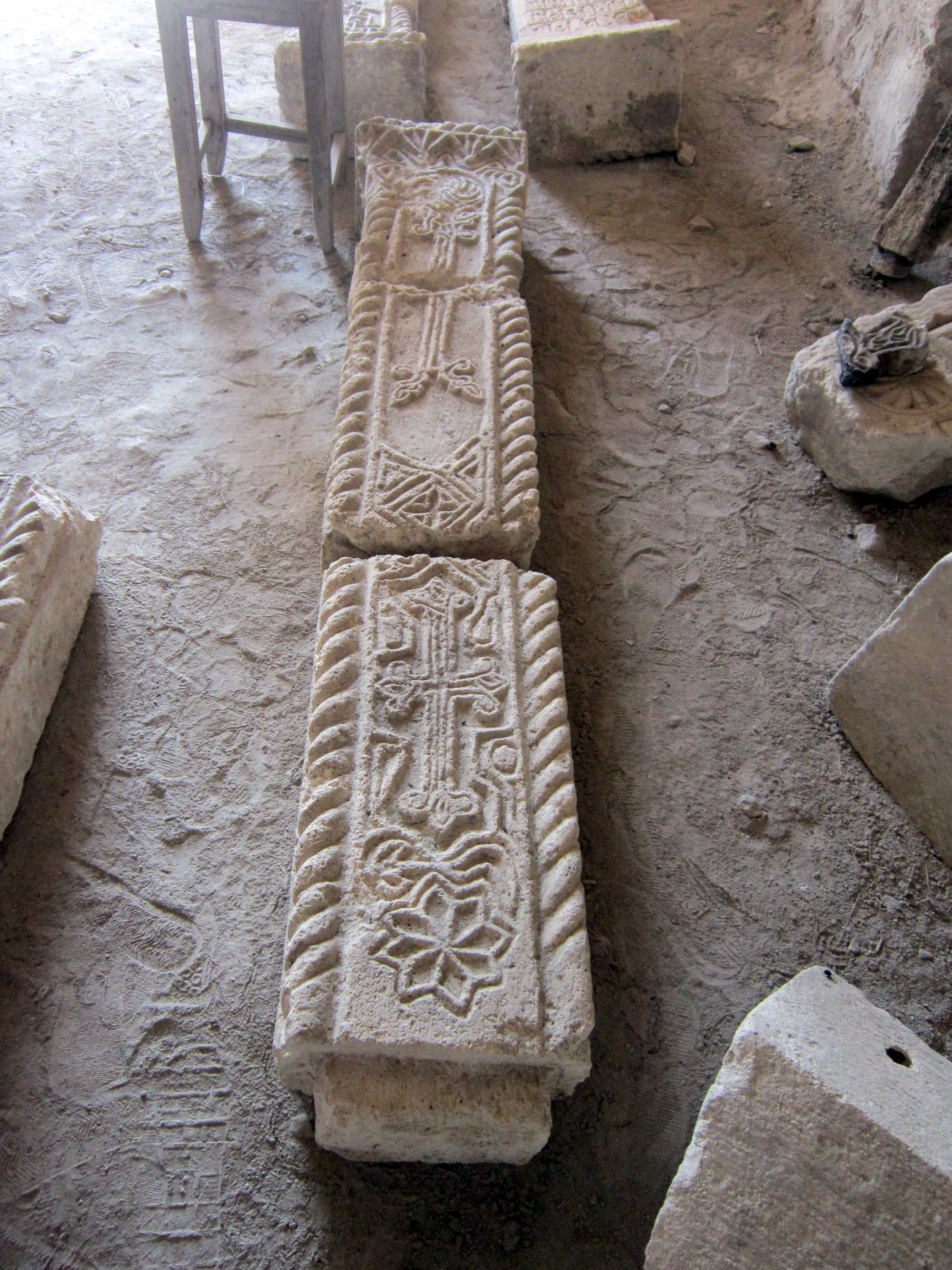
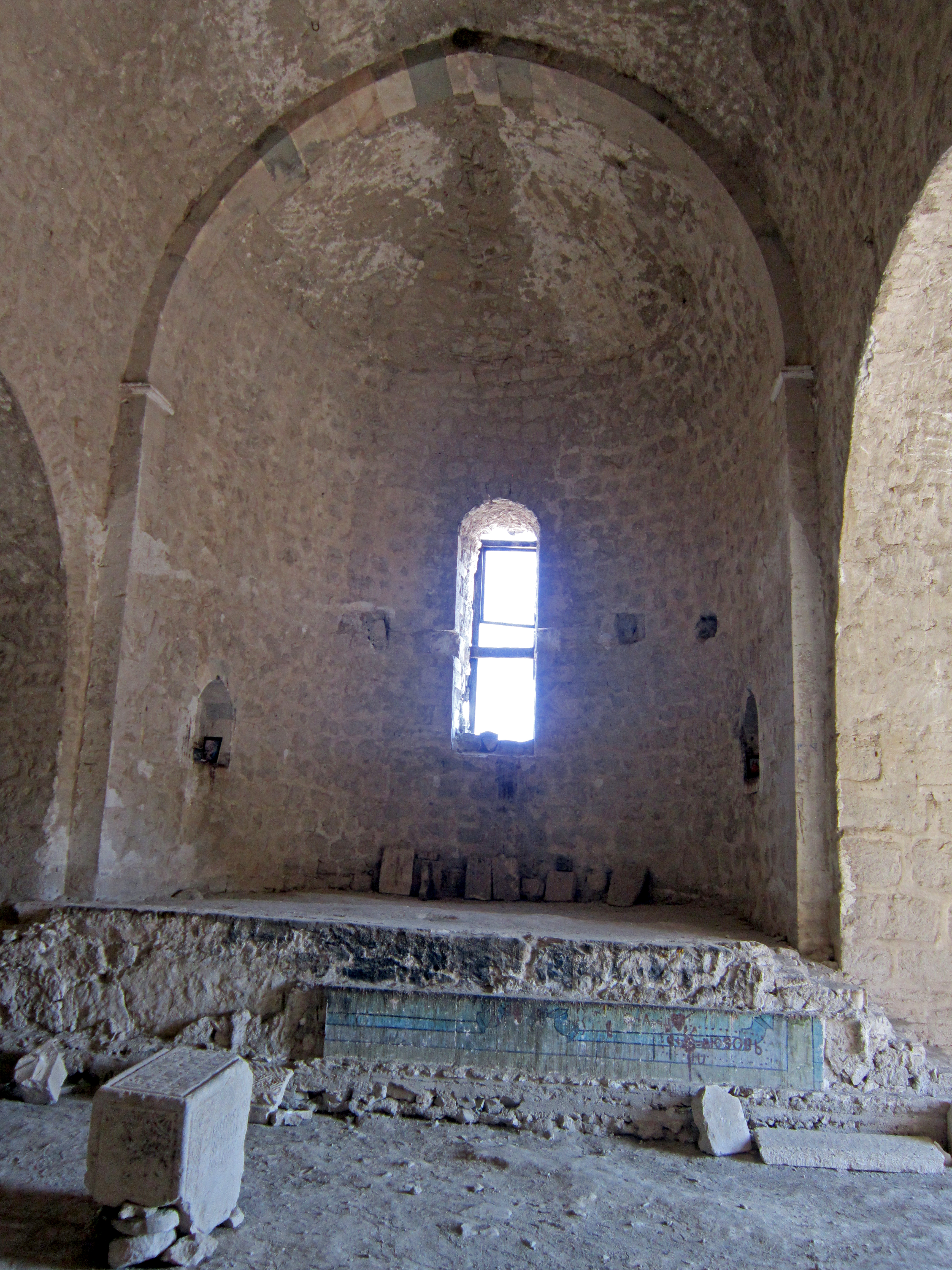
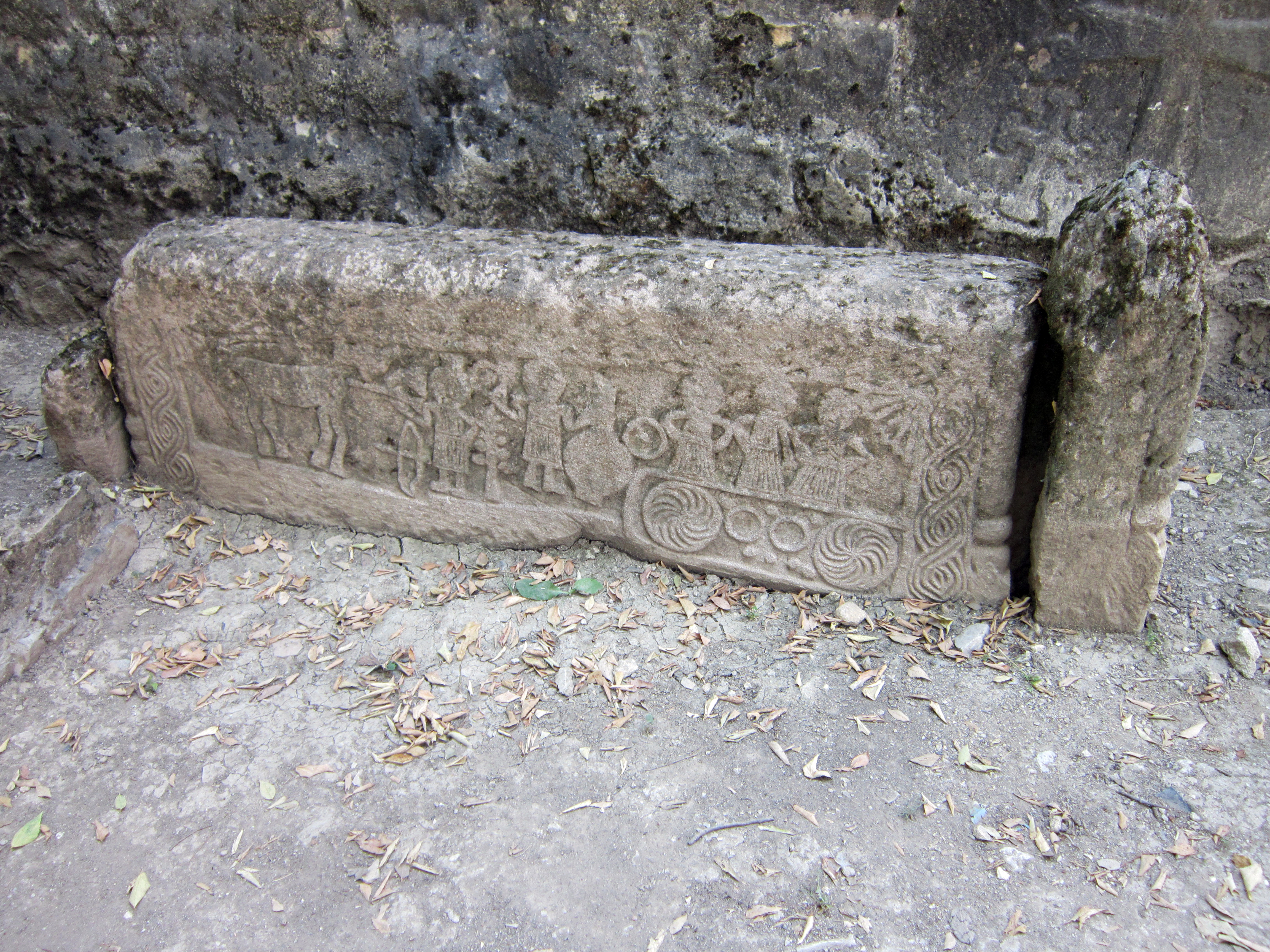
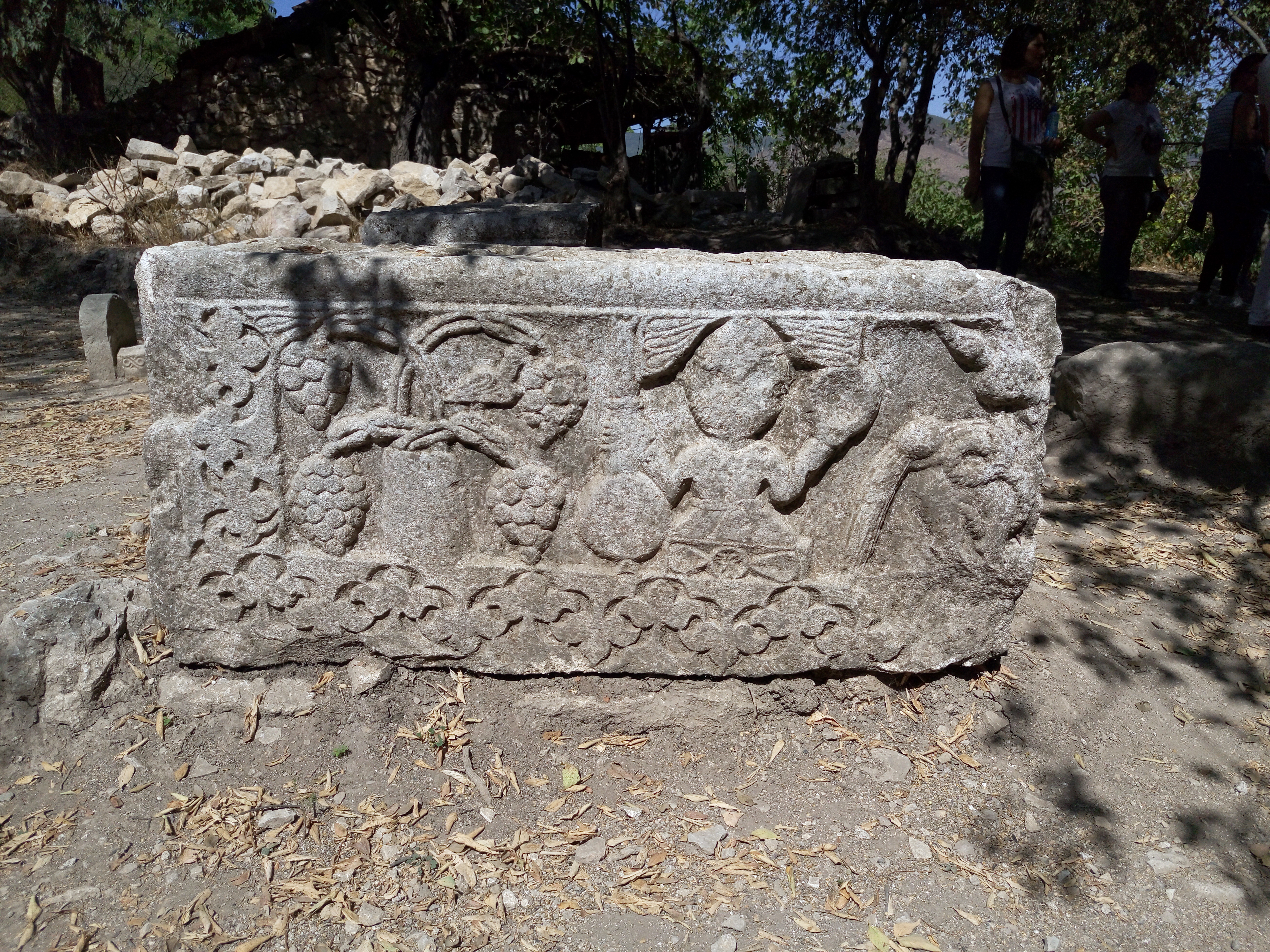
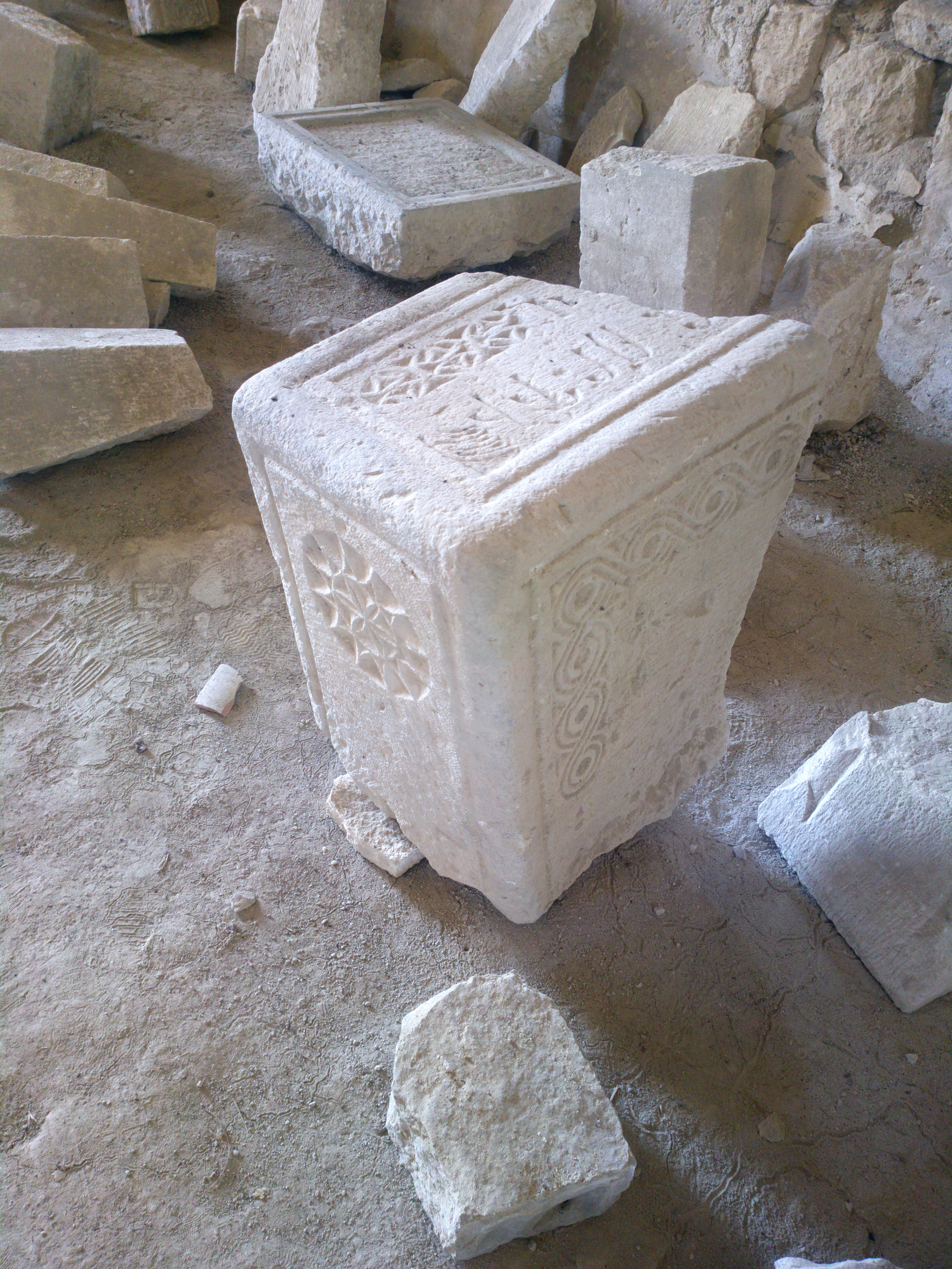
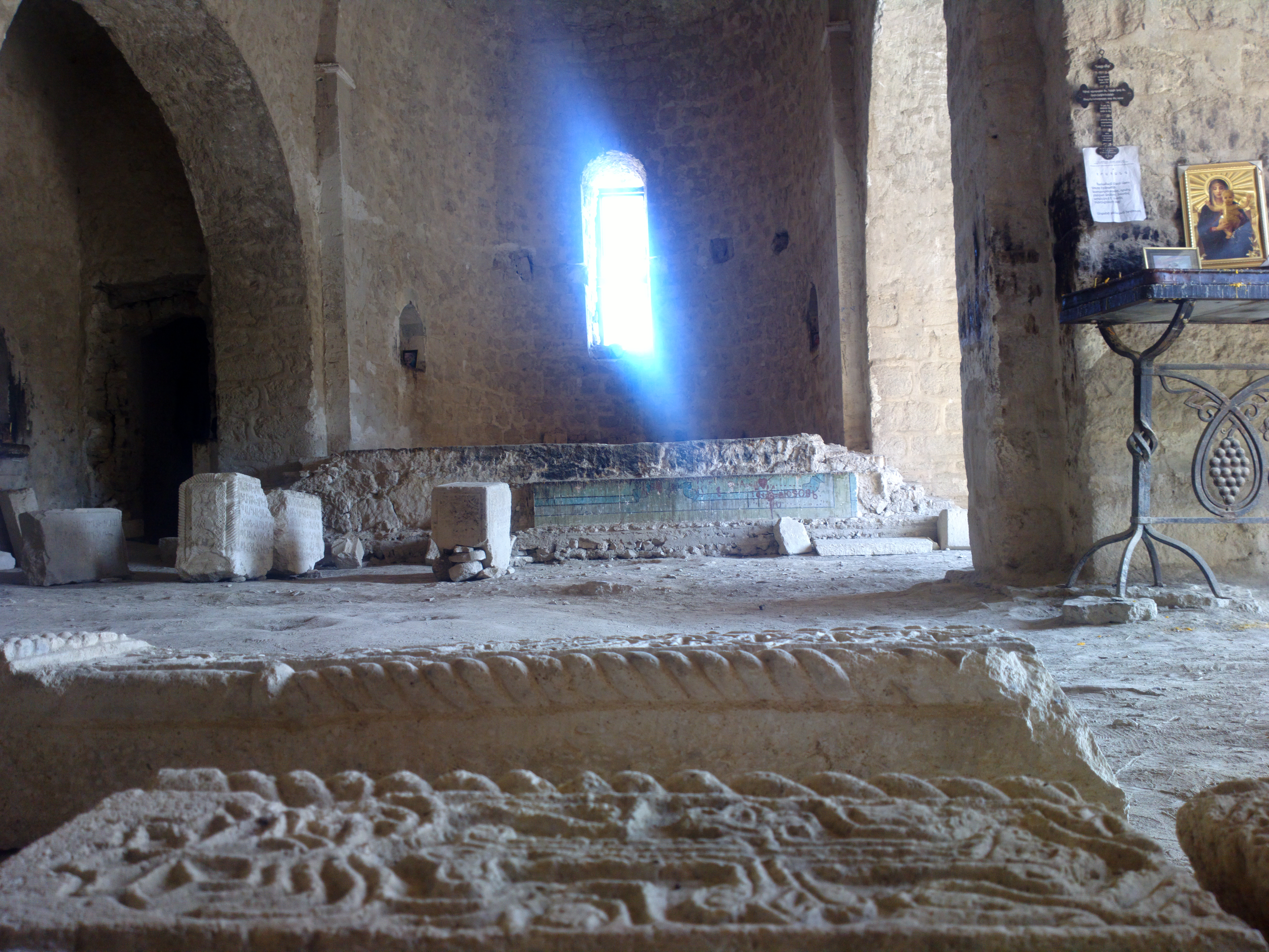